# René Lotz
Cornelis Gerardus René Lotz (nascido em 18 de abril de 1938) é um ex-ciclista holandês que foi ativo entre 1957 e 1960. Em 1960 venceu a Volta à Áustria e terminou em quarto na corrida de 100 km contrarrelógio por equipes nos Jogos Olímpicos de Verão de 1960 em Roma. Ainda em Roma, Lotz não terminou sua corrida de estrada individual.